# Secuia
Secuia – wieś w Rumunii, w okręgu Vaslui, w gminie Muntenii de Jos. W 2011 roku liczyła 414 mieszkańców.